# 活性白土

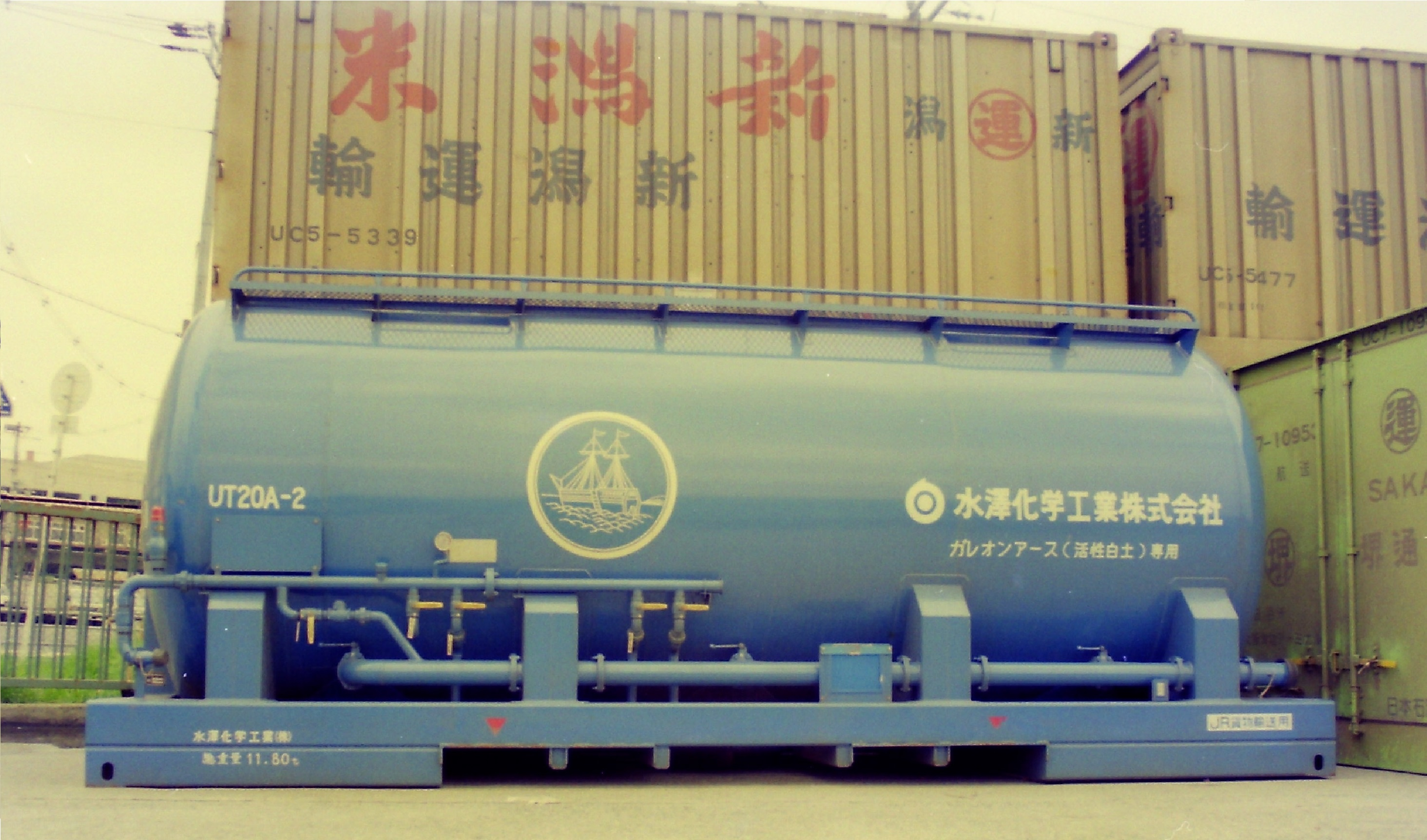
活性白土を大量に輸送できる、水澤化学工業所有の鉄道輸送用、タンクコンテナ。【大阪／旧、百済貨物駅にて、1989年3月16日撮影】

活性白土（かっせいはくど、英: activated clay）は粘土の一種。吸着剤や、石油精製工程での触媒などとして用いられる。モンモリロン石を主成分とする酸性白土を硫酸や塩酸で熱処理して得られる。

## 概要
活性白土は酸性白土を熱酸処理して得られるものであり、原土の比表面積が100平方メートル毎グラム程度であるのに対し、活性白土は200平方メートル毎グラム以上となることが多い。
その生産場所は日本では山形県鶴岡市・新潟県胎内市・新発田市・糸魚川市など酸性白土の産地の近くであることが多い。最大手の水澤化学工業が約8割を生産する。1935年前後に相次いで日本活性白土、東洋活性白土、武田白土工業（現・水澤化学工業へ移行）が設立された。
フランスのユージン・オードリー (Eugene Houdry) は、石油精製の際のクラッキング用触媒に活性白土が有効であることを発見。アメリカ合衆国で実用化され、日本からも新潟県の蒲原粘土が輸出されたが、合成ゼオライトなどの開発により天然の粘土は次第に使われなくなった。
多孔質で吸着性・脱色性に優れ、植物油を軽度の真空状態で接触させてカロチノイドやクロロフィルなどの有色素成分を除去したり、石油製品の脱色精製に用いられる。使用済みの廃白土はセメント原料や有機肥料製造時の発酵促進に使われる他、白土に残留した植物油を分離してバイオディーゼル燃料を作る試みもなされている。

## 製法
産出した酸性白土を粉砕し、通常は濃度25 - 45%の硫酸で80 - 105℃、6 - 12時間加熱処理して、表面のアルミナなどを溶解させて多孔度を上げる。その後、廃酸を分離し、水洗、濾過、乾燥、圧縮脱気した後に梱包される。通常は25キログラム入りの紙袋包装である。廃酸は硫酸アルミニウムの原料とする。製品1トンを作るのに、酸性白土2.4トン、硫酸（65%）1.2トン、石炭650キログラム（5,000キロカロリー相当）が必要である。

## 用途
一番の用途は油脂の脱色である。油脂の種類により、油脂の重量に対して1 - 10％が使われることが多い。100 - 200℃に加熱した油に入れ、10 - 20分接触させた後に濾過分離する。